# Hybolasius dubius
Hybolasius dubius es una especie de escarabajo longicornio del género Hybolasius, tribu Acanthocinini, subfamilia Lamiinae. Fue descrita científicamente por Broun en 1893.
La especie se mantiene activa durante el mes de junio.

## Descripción
Mide 3,5-5 milímetros de longitud.

## Distribución
Se distribuye por Nueva Zelanda.